# Serica solita
Serica solita är en skalbaggsart som beskrevs av Dawson 1922. Serica solita ingår i släktet Serica och familjen Melolonthidae. Inga underarter finns listade i Catalogue of Life.